# 革尼撒勒
革尼撒勒（Gennesaret）是新约圣经中的一个地名，意思是富裕的花园。见于马太福音14章34节、马可福音6章53节、路加福音5章1节。是拿弗他利的一个市镇，就是《约书亚记》11章2节和19章35节提到的基尼烈／基乃勒特（Kinnereth）。位于加利利海的西北岸，土壤肥沃的"革尼撒勒平原"，称为“加利利的乐园”。圣经中记载，许多病人来到那里，摸耶稣的衣服穗子，就得了医治。在湖边，渔夫彼得、雅各和约翰受吸引，撇下一切，跟从了耶稣。现在的名称是el-Ghuweir。